# Кастаньо, Кевин
Кевин Дуван Кастаньо Хиль (исп. Kevin Duvan Castaño Gil; род. 29 сентября 2000, Итагуи, Антьокия) — колумбийский футболист, полузащитник клуба «Ривер Плейт» и сборной Колумбии.

## Клубная карьера
Кастаньо — воспитанник клуба «Агилас Дорадас». 2 декабря 2020 года в матче против «Депортиво Перейра» он дебютировал в Кубке Мустанга. 12 апреля 2023 года в поединке против «Америка де Кали» Кевин забил свой первый гол за «Агилас Дорадас». 
Летом того же года Кастаньо на правах свободного агента подписал контракт с мексиканским «Крус Асуль». В матче против «Атласа» он дебютировал в мексиканской Примере.  
В январе 2024 года футболист перешёл в российский «Краснодар». 31 марта в матче против столичного «Локомотива» он дебютировал в РПЛ. 6 октября в поединке «Химок» Кевин забил свой первый гол за «Краснодар». В составе клуба игрок стал чемпионом страны. В 2025 году Кастаньо перешёл в аргентинский «Ривер Плейт». 30 марта в матче против «Росарио Сентраль» он дебютировал в аргентинской Примере. 

## Международная карьера
29 января 2023 года в товарищеском матче против сборной США Кастаньо дебютировал за сборную Колумбию.
В 2024 году Кастаньо серебряным призёром Кубка Америки в США. На турнире он сыграл в матчах против сборных Парагвая, Коста-Рики, Уругвая и Аргентины.

## Статистика

### Клубная
| Выступление      | Выступление      | Выступление      | Чемпионат | Чемпионат | Кубки | Кубки | Континент. | Континент. | Итого | Итого |
| Клуб             | Лига             | Сезон            | Игры      | Голы      | Игры  | Голы  | Игры       | Голы       | Игры  | Голы  |
| ---------------- | ---------------- | ---------------- | --------- | --------- | ----- | ----- | ---------- | ---------- | ----- | ----- |
| Агилас Дорадас   | Примера А        | 2020             | 1         | 0         | 1     | 0     | 0          | 0          | 2     | 0     |
| Агилас Дорадас   | Примера А        | 2021             | 23        | 0         | 2     | 0     | 0          | 0          | 25    | 0     |
| Агилас Дорадас   | Примера А        | 2022             | 35        | 0         | 2     | 0     | 0          | 0          | 37    | 0     |
| Агилас Дорадас   | Примера А        | 2023             | 17        | 2         | —     | —     | 1          | 0          | 18    | 2     |
| Агилас Дорадас   | Итого            | Итого            | 76        | 2         | 5     | 0     | 1          | 0          | 82    | 2     |
| Крус Асуль       | Лига MX          | 2023/24          | 13        | 0         | 0     | 0     | 2          | 0          | 15    | 0     |
| Крус Асуль       | Итого            | Итого            | 13        | 0         | 0     | 0     | 2          | 0          | 15    | 0     |
| Краснодар        | Премьер-лига     | 2023/24          | 9         | 0         | 1     | 0     | —          | —          | 10    | 0     |
| Краснодар        | Премьер-лига     | 2024/25          | 16        | 1         | 6     | 0     | —          | —          | 22    | 1     |
| Краснодар        | Итого            | Итого            | 25        | 1         | 7     | 0     | —          | —          | 32    | 1     |
| Всего за карьеру | Всего за карьеру | Всего за карьеру | 114       | 3         | 12    | 0     | 3          | 0          | 129   | 3     |

### Сборная
| Колумбия | Колумбия | Колумбия | Колумбия |
| Год      | Игры     | Голы     |          |
| -------- | -------- | -------- | -------- |
| 2023     | 7        | 0        |          |
| 2024     | 9        | 0        |          |
| Всего    | 16       | 0        |          |

### Список матчей за сборную
| Матчи Кевина Кастаньо за национальную сборную Колумбии | Матчи Кевина Кастаньо за национальную сборную Колумбии | Матчи Кевина Кастаньо за национальную сборную Колумбии | Матчи Кевина Кастаньо за национальную сборную Колумбии | Матчи Кевина Кастаньо за национальную сборную Колумбии | Матчи Кевина Кастаньо за национальную сборную Колумбии | Матчи Кевина Кастаньо за национальную сборную Колумбии |
| №                                                      | Дата                                                   | Оппонент                                               | Счёт                                                   | Голы Кастаньо                                          | Соревнование                                           |                                                        |
| ------------------------------------------------------ | ------------------------------------------------------ | ------------------------------------------------------ | ------------------------------------------------------ | ------------------------------------------------------ | ------------------------------------------------------ | ------------------------------------------------------ |
| 1                                                      | 29 января 2023                                         | США                                                    | 0:0                                                    | —                                                      | Товарищеский матч                                      |                                                        |
| 2                                                      | 24 марта 2023                                          | Республика Корея                                       | 2:2                                                    | —                                                      | Товарищеский матч                                      |                                                        |
| 3                                                      | 28 марта 2023                                          | Япония                                                 | 2:1                                                    | —                                                      | Товарищеский матч                                      |                                                        |
| 4                                                      | 20 июня 2023                                           | Германия                                               | 2:0                                                    | —                                                      | Товарищеский матч                                      |                                                        |
| 5                                                      | 18 октября 2023                                        | Эквадор                                                | 0:0                                                    | —                                                      | Отборочные матчи ЧМ-2026                               |                                                        |
| 6                                                      | 17 ноября 2023                                         | Бразилия                                               | 2:1                                                    | —                                                      | Отборочные матчи ЧМ-2026                               |                                                        |
| 7                                                      | 21 ноября 2023                                         | Парагвай                                               | 1:0                                                    | —                                                      | Отборочные матчи ЧМ-2026                               |                                                        |
| 8                                                      | 22 марта 2024                                          | Испания                                                | 1:0                                                    | —                                                      | Товарищеский матч                                      |                                                        |
| 9                                                      | 8 июня 2024                                            | США                                                    | 5:1                                                    | —                                                      | Товарищеский матч                                      |                                                        |
| 10                                                     | 15 июня 2024                                           | Боливия                                                | 3:0                                                    | —                                                      | Товарищеский матч                                      |                                                        |
| 11                                                     | 25 июня 2024                                           | Парагвай                                               | 2:1                                                    | —                                                      | Кубок Америки 2024 (группа D)                          |                                                        |
| 12                                                     | 29 июня 2024                                           | Коста-Рика                                             | 3:0                                                    | —                                                      | Кубок Америки 2024 (группа D)                          |                                                        |
| 13                                                     | 11 июля 2024                                           | Уругвай                                                | 1:0                                                    | —                                                      | Кубок Америки 2024 (1/2 финала)                        |                                                        |
| 14                                                     | 15 июля 2024                                           | Аргентина                                              | 0:1 (доп.вр)                                           | —                                                      | Кубок Америки 2024 (Финал)                             |                                                        |
| 15                                                     | 10 сентября 2024                                       | Аргентина                                              | 2:1                                                    | —                                                      | Отбор ЧМ-2026                                          |                                                        |
| 16                                                     | 10 октябяр 2024                                        | Боливия                                                | 0:1                                                    | —                                                      | Отбор ЧМ-2026                                          |                                                        |

Итого: 16 матчей / 0 голов; 11 побед, 3 ничьих, 2 поражения.

## Достижения
«Краснодар»
- Чемпион России: 2024/25
- Серебряный призёр чемпионата России: 2023/24

«Сборная Колумбии»
- Серебряный призёр Кубка Америки: 2024